# 分水界

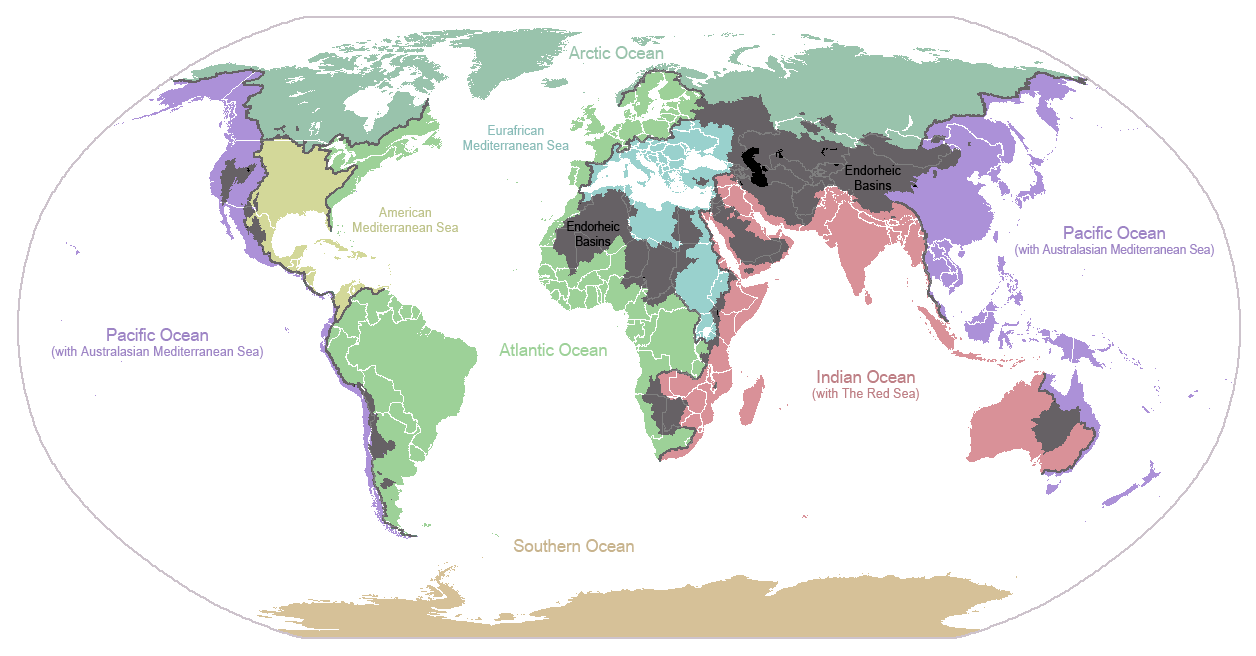
世界を分割する分水界

分水界（ぶんすいかい、英語: drainage divide）とは、異なる水系の境界線を指す地理用語で、山岳においては稜線と分水界が一致していることが多い。分水嶺（）とも呼ばれる。古くは水分（）とも呼称した。山岳だけでなく平地にも点在している。

## 解説
陸では水は高いところから低いところへと流れる。したがって稜線のどちら側に雨が降るかで流れ込む川が変わり、注ぐ海が変わってくる。山岳においてはこのような違いが大変明瞭な形で現れてくるが、一見平坦な地形のところでもこのような営みが行われている。
例えば、広島県安芸高田市向原町戸島の「分水界泣き別れ」は平坦な水田の中にある。これより北側は江の川に流れ込んで日本海へ注ぎ、南側は太田川に流れ込んで瀬戸内海に注ぐことになる。安芸高田市には八千代町上根峠にも平坦地での分水界があるが、これは日本における河川争奪の代表的な例である。
もうひとつ平坦な地形での分水界の例を示す。それは武蔵野台地の場合である。武蔵野台地では残堀川や野川、仙川など多摩川水系の河川と、黒目川、柳瀬川、空堀川など荒川水系の河川とが流れている。
当然、双方の水系の接するところ、すなわち分水界が存在するわけだが、玉川上水がほぼそれにあたる。最も高いところに上水を通すことで分水を自然に流下させることができ、灌漑面積を効率的に拡大できるのである。

## 日本の分水界（分水嶺）
日本は島国でありかつ山国でもあることからその分水界は小規模であるが、平地にも点在することから、観光地として紹介されている場所もある。
- 牧野川-夏井川分水界（福島県田村市）
- 水分れ公園（兵庫県丹波市）
- 胡麻分水嶺（京都府南丹市日吉町胡麻）
- ひるがの高原（岐阜県郡上市）
- 堺田駅前広場（山形県最上町）
- 分水界泣き別れ（広島県安芸高田市）

## 中央分水界
中央分水界（中央分水嶺）とは、日本の太平洋・瀬戸内海側と日本海・東シナ海側とを分かつ分水界である。ただし、例えば津軽海峡や錦江湾（鹿児島湾）などのような、太平洋と日本海・東シナ海の境界にある海域をどちらの海域として扱うかによって結果が異なる。

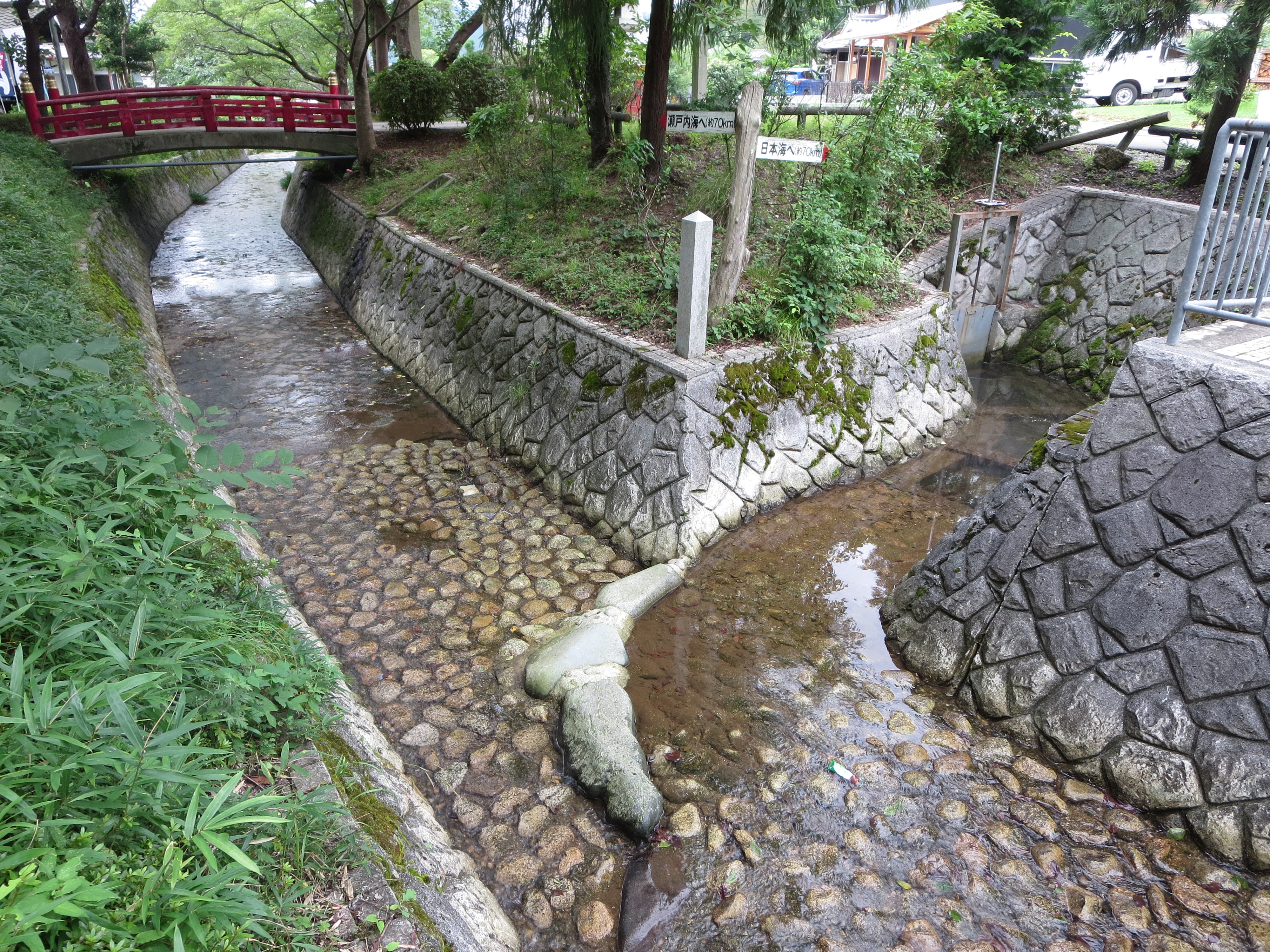
水分れ公園の分水界。真っ直ぐ伸びている加古川と右側に伸びている由良川が分かれている。

末端以外の中央分水界で最も高度が低いところは、本州では兵庫県丹波市氷上町石生（）「石生新町」交差点付近の標高95メートルである。この最低点の東800メートル付近に「水分れ（）公園」があり、公園内で水路が加古川（瀬戸内海/太平洋）側と由良川（日本海）側とに分かれている。日本列島全体では、日本山岳会により中央分水嶺踏査事業が進められた結果、北海道の新千歳空港付近を標高13.7メートルの中央分水界が通っているとされた。一方、最高点は乗鞍岳の3026メートルである。
その他、北海道でのオホーツク海側と太平洋側の分水嶺、東海・近畿・四国・九州での太平洋側と瀬戸内海側の分水嶺、北部九州での日本海と東シナ海の分水嶺を準中央分水嶺という。
この場合も、根室海峡が太平洋かオホーツク海か、大阪湾・紀伊水道・豊後水道が太平洋か瀬戸内海か、対馬海峡（玄界灘・壱岐水道含む）が日本海か東シナ海かで結果は異なる。

## 分水界の見つけ方
分水界を見つけるには下流から遡っていくと良い。海や湖に注いでいる河口を持つ流れを本流とし、それに合流している流れを支流として上流に遡って行くのである。このようにして見出された一連の体系を行政では水系といい、その他の水系との境界が分水界というわけである。
原則として河口から最も遠くへ行ける流れが本流であるが、そうなっていないケースもある。アメリカ大陸を流れるミシシッピ川は支流のミズーリ川を遡って行った方が長くなることが知られている。
分水界に合致しない水系も多々存在する（例：利根川水系・阿賀野川水系）。なお、水系の名称は本流（本川）の名称から取られるのが普通である。例えば信濃川水系とか石狩川水系といった具合である。

## 世界の分水界
分水界によって世界を分割することが出来る。
ヨーロッパにおける分水界については、ドナウ川項目中の「源泉と分水嶺」の項を参照。またドイツ語版およびオランダ語版に詳しいので、こちらも参照することを薦める。

### 太平洋
太平洋分水界は、日本、韓国、北朝鮮、中国、ロシアの南東部、インドネシアとマレーシアの大部分、フィリピン、その他の太平洋の島々、およびオーストラリアのグレートディバイディング山脈以東の地域、アラスカを含むアメリカおよびカナダのロッキー山脈の西側の地域、メキシコおよび中央アメリカ、そしてアンデス山脈より西の南アメリカ大陸の海岸部からなる。

### 大西洋
大西洋分水界は、アメリカ東部海岸、カナダの沿岸地域、ニューファンドランドおよび北アメリカのラブラドル、セント・ローレンス川および五大湖、さらに南アメリカはアンデス山脈より東の地域のほとんど、北ヨーロッパ、サハラ以南のアフリカ西部からなる。

### 地中海
地中海分水界は、南ヨーロッパと東ヨーロッパ、トルコ、レバノン、イスラエル、エジプト、リビアおよびスーダンのナイル川流域を含む、北東アフリカの多くからなる。南ドイツでは浸透性の高い地質によりドナウ川（→黒海→地中海）の水が地下に潜り、分水界を越えてライン川（→北海）へ流出しており、ヨーロッパ分水界の特徴となっている。（ドナウ川浸透）

### カリブ海
カリブ海分水界は、アメリカの中西部および南部地域からなる。それはミシシッピ川の流域が含まれていると見て構わない。五大湖周辺を別とすればロッキー山脈とアパラチア山脈に挟まれた地域の河川はミシシッピ川に注いでいるからである。メキシコおよび中央アメリカの東海岸、南アメリカの北東部も領域に含まれる。
※地中海とカリブ海は大西洋に付属するものという見方もあり、大西洋に含めて考えても良い。

### インド洋
インド洋分水界は、アフリカの東部海岸、紅海およびペルシア湾沿岸、インド亜大陸、ミャンマーおよびオーストラリアのほとんどの地域からなる。

### 北極海
北極海分水界は、ロシア、北ヨーロッパ、アラスカおよびカナダ北部からなる。ロシアを代表する河川である大河であるオビ川もレナ川もロシアの大地を北へ流れ、北極海へ注いでいる。

### 海洋へ流入しない分水界
海洋へ流入しない分水界もある。内陸湖に流入する分水界がその代表である。
- カスピ海およびアラル海
- メキシコの中央高原
- アラビア半島
- グレートベースン

### 国境としての分水界
律令制に基づいておかれた令制国の境はその多くが分水界となっている。尾根筋を国境（）とすることが多いから当然といえば当然ではあるが、尾根を境に気候や植生が変わり文化が変わるのだから、合理的な分割法ということもできる。中世において伊賀国が、隣の近江・大和両国と国境紛争を起こした際には水分を境目とする裁断が下されている。
分水界が国境というのは日本国内に限ったことではない。ヨーロッパにおいても尾根が国境とされることが多いため、アルプス周辺では分水界と国境がほとんど一致している。

### 平野部の分水界

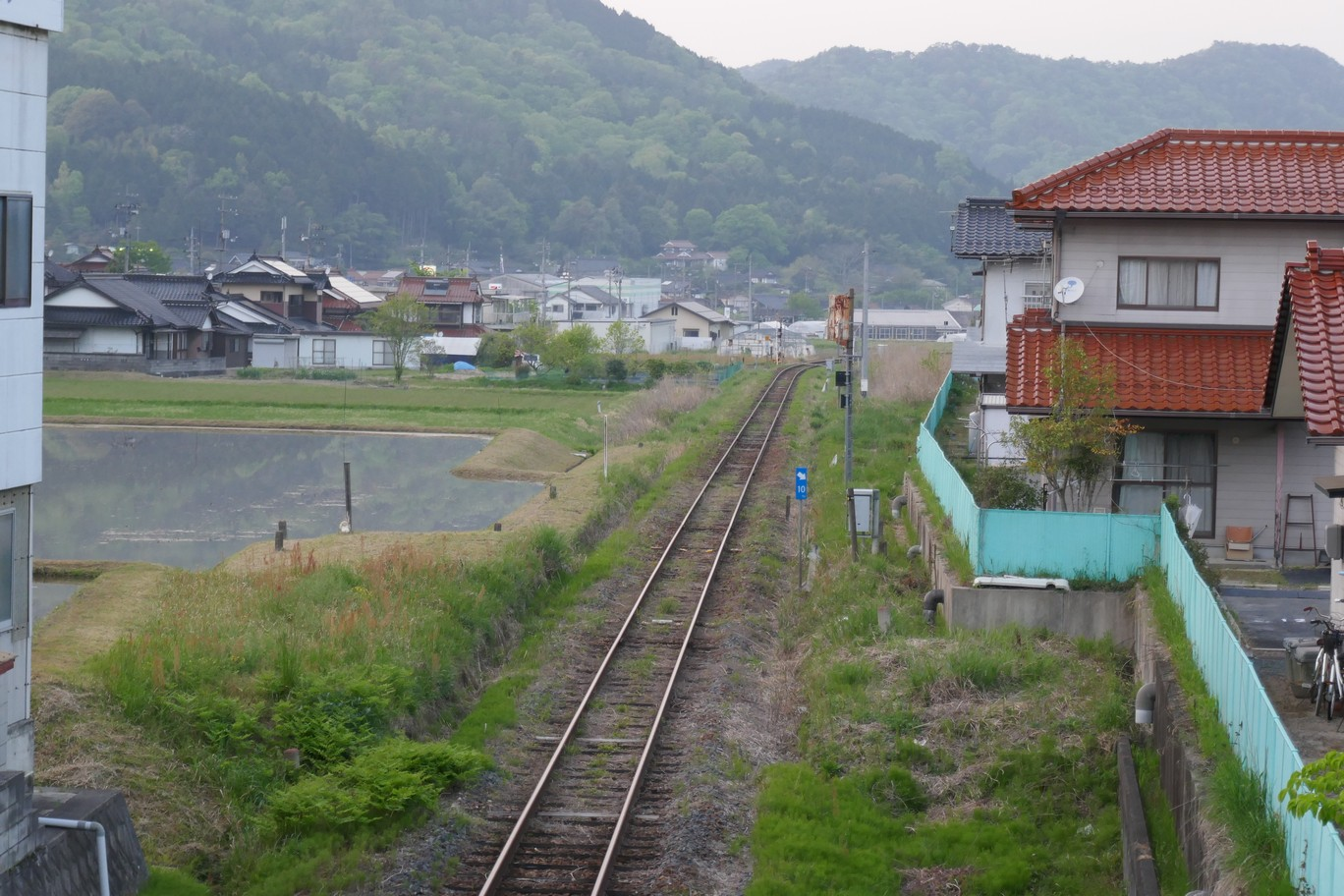
分水界泣き別れ。線路沿い左側の白い柱が分水界を表す。

山岳部では稜線とほぼ一致するが、下流の平野部（特に大平野）では分水界が不鮮明である。これは増水する度に河川が流路を変更するためである。このことは古代から近世にかけて、為政者にとって最大の悩みであった。そのため古代の入植は、新田や耕作地の開発のし易さから山際近くで開始されている。そして近世になるにつれて、低地や川際へと開発が進んだ。
近代以降は土木技術の進歩で河川整備が進み、河川の流路が変わらなくなっている。